# Les Oluges
Les Oluges est une municipalité de la province espagnole de Lérida, dans le nord du comté catalan de Segarra.